# Prosthetic Records
Prosthetic Records est un label discographique américain de heavy metal, basé à Los Angeles, en Californie. Le label se destine à la distribution uniquement sur le territoire américain, certaines productions européennes sont distribués aux États-Unis par ce label.

## Groupes et artistes

### Actuels
- AC/DC
- The Atlas Moth
- Dawn Ray'd (en)
- Dreamwell[1]
- Gama Bomb
- .GIF From God[2]
- Judicator (en)
- Junius
- Marty Friedman
- meth.[3]
- Monotheist
- Neckbeard Deathcamp
- Psycroptic
- Venom Prison (en)
- Vile Creature (en)
- Wristmeetrazor[4]

### Anciens
- 1349
- The Acacia Strain
- All That Remains
- Antagonist
- Animals as Leaders
- Beneath the Massacre
- Byzantine
- Cannae
- Century
- Dew-Scented
- Dragged into Sunlight
- Exmortus
- Gojira
- Grief of War (en)
- Himsa (en)
- Holy Grail
- Hour of Penance
- Infernaeon
- Kylesa
- Landmine Marathon
- Lamb of God
- Last Chance to Reason (en)
- Light This City
- Nero di Marte (en)
- Septicflesh
- Scale the Summit
- Spirit Adrift (en)
- Skeletonwitch
- Testament
- The Esoteric (en)
- The Funeral Pyre (en)
- Through the Eyes of the Dead
- Trap Them
- Unholy
- Withered
- Wolf
- Wolves Like Us (en)
- Yakuza
- Year of Desolation (en)
- Zodiac